# Eudactylopus opimia
Eudactylopus opimia is een eenoogkreeftjessoort uit de familie van de Thalestridae. De wetenschappelijke naam van de soort is voor het eerst geldig gepubliceerd in 1928 door Brian.